# Eparchie Východní Kanady
Eparchie Východní Kanady je jedna z eparchií Ukrajinské pravoslavné církve v Kanadě.

## Historie a území
Eparchie byla zřízena roku 1951.
Zahrnuje provincie Ontario a Québec.
Eparchiálnímu biskupovi náleží titul arcibiskup torontský a Východní Kanady'.

## Seznam biskupů
- 1951–1972 Mychajil (Chorošyj)
- 1975–1977 Mychajil (Chorošyj)
- 1977–1981 Mykolaj (Debryn)
- 1981–1985 Vasylij (Fedak)
- 1991–2010 Jurij (Kališčuk)
- od 2011 Andrij (Peško)